# Otis Smith
Otis Fitzgerald Smith (ur. 30 stycznia 1964 w Jacksonville) – amerykański koszykarz, występujący na pozycji rzucającego obrońcy oraz niskiego skrzydłowego, po zakończeniu kariery zawodniczej trener koszykarski oraz działacz sportowy.
W latach 1996–1998 pracował jako dyrektor relacji publicznych w zespole Orlando Magic, a następnie przez rok jako wiceprezydent do spraw marketingu i relacji publicznych w klubie Boys & Girls Club, w Środkowej Florydzie. Pełnił podobne stanowisko w fundacji Golden State Warriors, od 1999 do sierpnia 2002 roku. W sezonie 2002/03 piastował stanowisko dyrektora wykonawczego do spraw operacji koszykarskich w klubie Golden State. Po powrocie na Florydę przez dwa lata pełnił funkcję dyrektora do spraw rozwoju zawodników zespołu Magic. W sezonie 2005/06 został awansowany na zastępcę generalnego menadżera, a następnie głównego menadżera zespołu. Ze stanowiska odszedł 21 maja 2012 roku.

## Osiągnięcia
NCAA
- Uczestnik turnieju NCAA (1986)
- Mistrz turnieju konferencji Sun Belt (1986)
- MVP turnieju konferencji Sun Belt (1986)
- Zespół Jacksonville Dolphins zastrzegł należący do niego numer (2002)

NBA
- 2-krotny uczestnik konkursu wsadów podczas NBA All-Star Weekend (1988 – 4. miejsce, 1991 – 7. miejsce)[3]

Inne
- MVP ligi szwedzkiej (1997)